# Frankenia crispa
Frankenia crispa är en frankeniaväxtart som beskrevs av John McConnell Black. Frankenia crispa ingår i släktet frankenior, och familjen frankeniaväxter. Inga underarter finns listade i Catalogue of Life.